# لورانس تايلور
لورانس تايلور (بالإنجليزية: Lawrence Taylor) (و. 1959 – م) هو ممثل، ولاعب كرة قدم أمريكية، من الولايات المتحدة الأمريكية، ولد في ويليامزبرغ، فرجينيا.

## وصلات خارجية
- لورانس تايلور على موقع مرجع كرة القدم المحترفة.كوم (الإنجليزية)
- لورانس تايلور على موقع JustSportsStats.com (الإنجليزية)
- لورانس تايلور على موقع CageMatch worker (الإنجليزية)
- لورانس تايلور على موقع قاعدة بيانات المصارعة على الإنترنت (الإنجليزية)
- لورانس تايلور على موقع قاعة فرجينيا للمشاهير الرياضية (الإنجليزية)

- لورانس تايلور على موقع IMDb (الإنجليزية)
- لورانس تايلور على موقع الموسوعة البريطانية (الإنجليزية)
- لورانس تايلور على موقع ألو سيني (الفرنسية)
- لورانس تايلور على موقع أول موفي (الإنجليزية)
- لورانس تايلور على موقع قاعدة بيانات الأفلام السويدية (السويدية)
- لورانس تايلور على موقع إن إن دي بي (الإنجليزية)
- لورانس تايلور على موقع قاعدة بيانات الفيلم (الإنجليزية)
- لورانس تايلور على موقع قاعدة بيانات الفيلم (الإنجليزية)
- لورانس تايلور على موقع كينوبويسك (الروسية)